# Jasper James
Jasper James ist ein britischer Drehbuchautor und Regisseur, der viele populäre Wissenschaftssendungen des Senders BBC ins Leben rief. Daneben ist er Gründer und ehemaliger Leiter der Produktionsfirma Impossible Pictures und Gründer und Geschäftsführer von Wide-W-EyedEntertainment (WEE).

## Karriere
Gemeinsam mit Tim Haines machte er sich als Produzent von prähistorischen Dokumentationen für die BBC einen Namen. So wirkte er an der Walking with…-Reihe mit und produzierte Filme wie Dinosaurier – Im Reich der Giganten und  Die Erben der Saurier.
Mit Haines gründete er 2002 die Produktionsfirma Impossible Pictures. Bis zu seinem Ausstieg war er gemeinsam mit Haines Leiter des Unternehmens. Während seiner Zeit bei Impossible Pictures produzierte das Duo Fortsetzungen der Walking with…-Reihe und ganz neue Formate wie Prehistoric Park – Aussterben war gestern.
Noch vor den Arbeiten an Primeval – Rückkehr der Urzeitmonster verließ James Impossible Pictures und gründete seine eigene Produktionsfirma Wide-W-EyedEntertainment.

## Filmografie
- 1996: Future Fantastic
- 1999: Dinosaurier – Im Reich der Giganten (Walking with Dinosaurs)
- 2001: Die Geschichte von Big Al (Walking with Dinosaurs – The Ballad of Big Al)
- 2001: The Beasts Within
- 2001: Die Erben der Saurier – Im Reich der Urzeit (Walking with Beasts)
- 2002: Im Reich der Giganten (Chased by Dinosaurs)
- 2003: Monster der Tiefe (Sea Monsters)
- 2003: Im Reich der Urmenschen (Walking with Cavemen)
- 2005: The Story of 1
- 2005: T-Rex: Ein Dinosaurier in Hollywood (T-Rex: A Dinosaur in Hollywood)
- 2006: Perfect Disaster
- 2006: Prehistoric Park – Aussterben war gestern (Prehistoric Park)
- 2009: Werewolves: The Dark Survivors
- 2011: Die Reise der Dinosaurier – Flucht aus dem Eis (March of the Dinosaurs)
- 2012: Titanoboa: Monster Snake
- 2012: Die dunkle Seite der Wissenschaft (Dark Matters: Twisted But True)
- 2014: Information Age

## Werke
- Nigel Marven, Jasper James: Monster der Tiefe. Im Reich der Urzeit. Aus dem Englischen von Sebastian Vogel. vgs, Köln 2004, ISBN 3-8025-1573-0.